# Valliolahti
Valliolahti är en vik i Finland. Den är en del av sjön Ala-Kitka och ligger i Kuusamo i landskapet Norra Österbotten, i den nordöstra delen av landet, 700 km norr om huvudstaden Helsingfors.